# بيت بهزر (السدة)

تعديل مصدري - تعديل

بيت بهزر هي إحدى قرى عزلة الأعماس بمديرية السدة التابعة لمحافظة إب، بلغ تعداد سكانها 251 نسمة حسب تعداد اليمن لعام 2004.